# Eva-Marie Voracek
Eva Marie Voracek (* 26. März 1999 in Memmingen) ist eine deutsche Tennisspielerin.

## Karriere
Voracek gewann bislang einen Einzel- und zwei Doppeltitel auf dem ITF Women’s Circuit.
Bei den ITF Future Nord 2017 erreichte sie das Halbfinale, das sie dann aber gegen Katharina Gerlach mit 0:6 und 1:6 verlor.
Seit 2016 spielt sie für den TC Grün-Weiss Luitpoldpark München, davon 2016, 2017, 2018, 2019, 2022, 2023 und 2024 in der 2. Bundesliga sowie 2021 und 2025 in der 1. Bundesliga.

### College Tennis
2017 bis 2023 spielte Voracek für die Lions der Loyola Marymount University.

## Turniersiege

### Einzel
| Nr. | Datum           | Turnier           | Kategorie   | Belag | Finalgegnerin   | Ergebnis      |
| --- | --------------- | ----------------- | ----------- | ----- | --------------- | ------------- |
| 1.  | 10. August 2025 | Slovenske Konjice | ITF $15.000 | Sand  | Alena Kovačková | 5:7, 6:3, 6:1 |

### Doppel
| Nr. | Datum         | Turnier            | Kategorie   | Belag | Partnerin                | Finalgegnerinnen               | Ergebnis          |
| --- | ------------- | ------------------ | ----------- | ----- | ------------------------ | ------------------------------ | ----------------- |
| 1.  | 29. Juni 2018 | Jablonec nad Nisou | ITF $15.000 | Sand  | Michaela Bayerlová       | Radka Buzkova Aneta Laboutková | 7:5, 4:6, [13:11] |
| 2.  | 7. Juni 2025  | Banja Luka         | ITF W15     | Sand  | Amelie Justine Hejtmanek | Julia Adams Lilian Poling      | 7:68, 6:3         |

## Persönliches
Eva-Marie ist die Tochter von Eva Simkova und Vlastimil Voracek und hat einen Bruder David.